# 伊徳
株式会社伊徳（いとく）は、秋田県大館市に本社を置き、秋田・青森の両県でスーパーマーケットチェーンいとくを運営する企業である。事業持株会社である株式会社伊徳ホールディングス（いとくホールディングス）の100%子会社。

## 概要
1899年（明治32年）、伊藤徳治が秋田県藤琴村にて薬や雑貨などを取り扱う店舗を開設したことが伊徳の創業である。1946年（昭和21年）には法人化し、1950年（昭和25年）には二ツ井町へ進出し、本格的に多店舗展開を開始。その後は鷹巣町、能代市にも店舗を拡大した。1962年（昭和37年）には株式会社に改組し、1963年（昭和38年）にはスーパーマーケット第1号店を鷹巣に開業した。1966年（昭和41年）には花輪町、翌年には大館市へと進出し、1968年（昭和43年）には本社を大館に移転した。
1970年（昭和45年）には県都秋田市と、青森県津軽地方への進出も始め、更に店舗網を広げた。しかし、店舗面積の狭さや地域性に対応しきれなかったことも相まって、秋田市への進出店舗は競合他社との競争に敗れた。1990年代からは店舗のスクラップアンドビルドに取り組み、店舗の大型化が進められた。その後、秋田市への再進出のため体質改善を進め「暮らし提案型スーパーマーケット」としての運営を進めた。さらなる市場エリア拡大を目指し、2026年（令和8年）春には岩手県滝沢市へ進出する予定で、同県初進出となる。
CGCグループに加盟。また伊徳と同様にCGCグループに加盟するタカヤナギ（秋田県大仙市）と経営統合し、伊徳HDとタカヤナギで持株会社である株式会社ユナイトホールディングスを設立している。

## 沿革

### 藤里町で創業
伊徳の創業は1899年（明治32年）で、伊藤徳治が山本郡藤琴村（現・藤里町）に「源治の店」として薬局を開設したのが始まりである。現在の社名・屋号である「伊徳・いとく」はこの創業者の名前「伊藤徳治」に由来する。薬局として創業したが、後に雑貨や小間物も取り扱うようになり、村の便利屋として名が知られるようになった。なお、この創業の地では現在も「いとく藤琴店」として営業している。
1937年（昭和12年）の春には、太良鉱山に店舗を設けた。太良鉱山は資源枯渇により1919年（大正8年）より休山していたが、1935年（昭和10年）に新たな鉱脈が発見されたことにより再開。森林鉄道の開通や、戦時・戦災復興景気の影響で鉱山は賑わい、太良鉱山の店舗はいわゆるドル箱であった。しかし、第二次世界大戦により店舗は一時休止。戦後の1953年（昭和28年）に再開され、閉山となる1958年（昭和33年）まで営業を続けた。

### 法人化、多店舗展開へ
1946年（昭和21年）11月30日には「合名会社伊徳商店」を設立し、法人化。
徳治は藤琴という村を一つの運命共同体であると捉え、1948年（昭和23年）4月に「藤琴商工会」を結成するなど、藤琴の繁栄のために尽力した。徳治の息子に当たる良次から、二ツ井（現・能代市二ツ井町）へ進出する話を持ちかけられると、堅実な商売を心がけていた徳治はこれに反対。しかし、良次の説得や藤琴の1店舗だけで商売を続けることに限界を感じたのかこれを承諾し、1950年（昭和25年）9月20日に二ツ井駅前に「伊徳二ツ井店」を開業した。
1956年（昭和31年）7月には郡境を超えて鷹巣（現・北秋田市）へ進出し、鷹ノ巣駅前に「伊徳鷹巣店」を、1959年（昭和34年）3月には能代の秋北バスステーション内に「伊徳能代店」を開業した。
1961年（昭和36年）8月、二ツ井店が鉄骨3階建て・売り場面積100坪で新装開店し、藤琴店に変わる新たな旗艦店となった。しかし、徳治はこの新装二ツ井店の開店を見ることなく、同年5月24日に72歳で死去した。その後、良治が二代目社長として就任した。さらに、1962年（昭和37年）9月1日には組織を株式会社に改組し、現在の「株式会社伊徳」となった。

### スーパーマーケット業態の展開
昭和30年代半ば頃から、良治はアメリカのスーパーマーケットという業態に興味を持つようになり、専門誌「商業界」が主催するセミナーに通うなどしてスーパーマーケットについて熱心に勉強した。
その後、1963年（昭和38年）に伊徳のスーパーマーケット1号店となる「スーパーストア伊徳 鷹巣店」が開業。鷹巣店は駅前の映画館を改造して作られ、売り場面積は100坪弱であった。また、1966年（昭和41年）には花輪と二ツ井に開業、翌1967年（昭和42年）12月25日には「いとく大館御成町店」を開業させるなどしてエリアを拡大し、花輪店では食料品だけでなく衣料品も取り扱った。なお、店名については大館御成町店から「いとく」の平仮名表記となっている。大館への進出に際し、当初は1966年に大館駅前の日通貨物センター跡地を取得し、そこに出店する計画であった。しかし、店舗としては不向きであると判断し、現在のいとく大館ショッピングセンターの隣接地へ変更した上で、大館御成町店を開業するに至った。また、モータリゼーションを見込んで大館御成町店は伊徳で初めての駐車場付き店舗となった。
1968年（昭和43年）12月には大館市内に「いとく長倉町店」を開業。売り場面積は大館御成町店の2倍で、1,089m2（約330坪）。1階が食料品、2階は衣料品を扱い、伊徳および大館で初めてエスカレーター（上りのみ）が導入された。

### いとく大館SCの開業

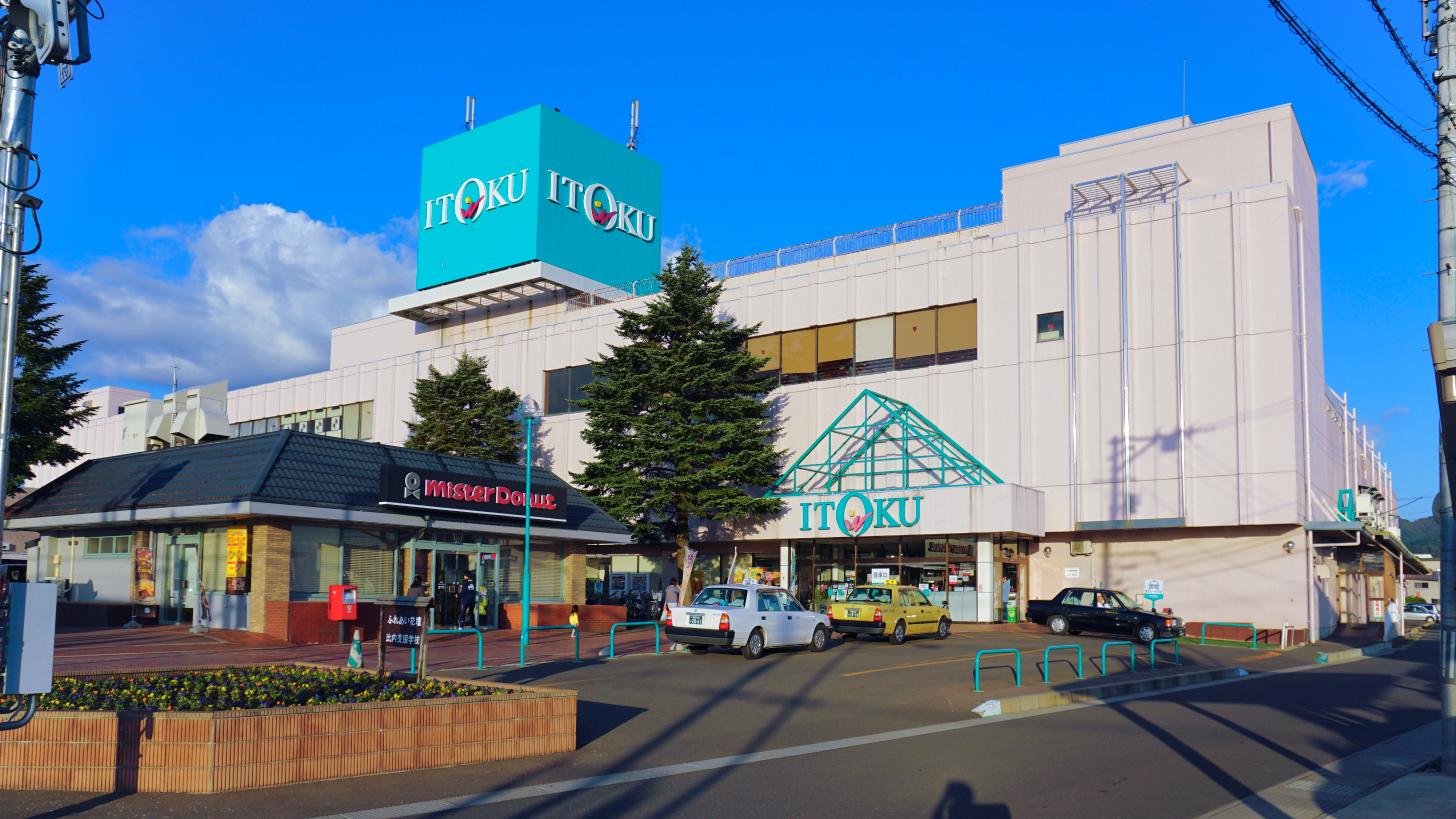
いとく大館SCの外観（2018年10月撮影）

長倉町店が開業した頃から、中央資本による地方への大型店舗の展開が始まっていた。大館市の御成町にもイトーヨーカドーの進出構想があり、県北の建設会社が用地を確保して誘致したものの、オイルショックにより頓挫した。伊徳はその土地を買収し、ショッピングセンター（総合スーパー）の建設を決めた。その後「いとく大館ショッピングセンター」として1978年（昭和53年）10月13日に開業した。

### 秋田市と青森県津軽地方への進出

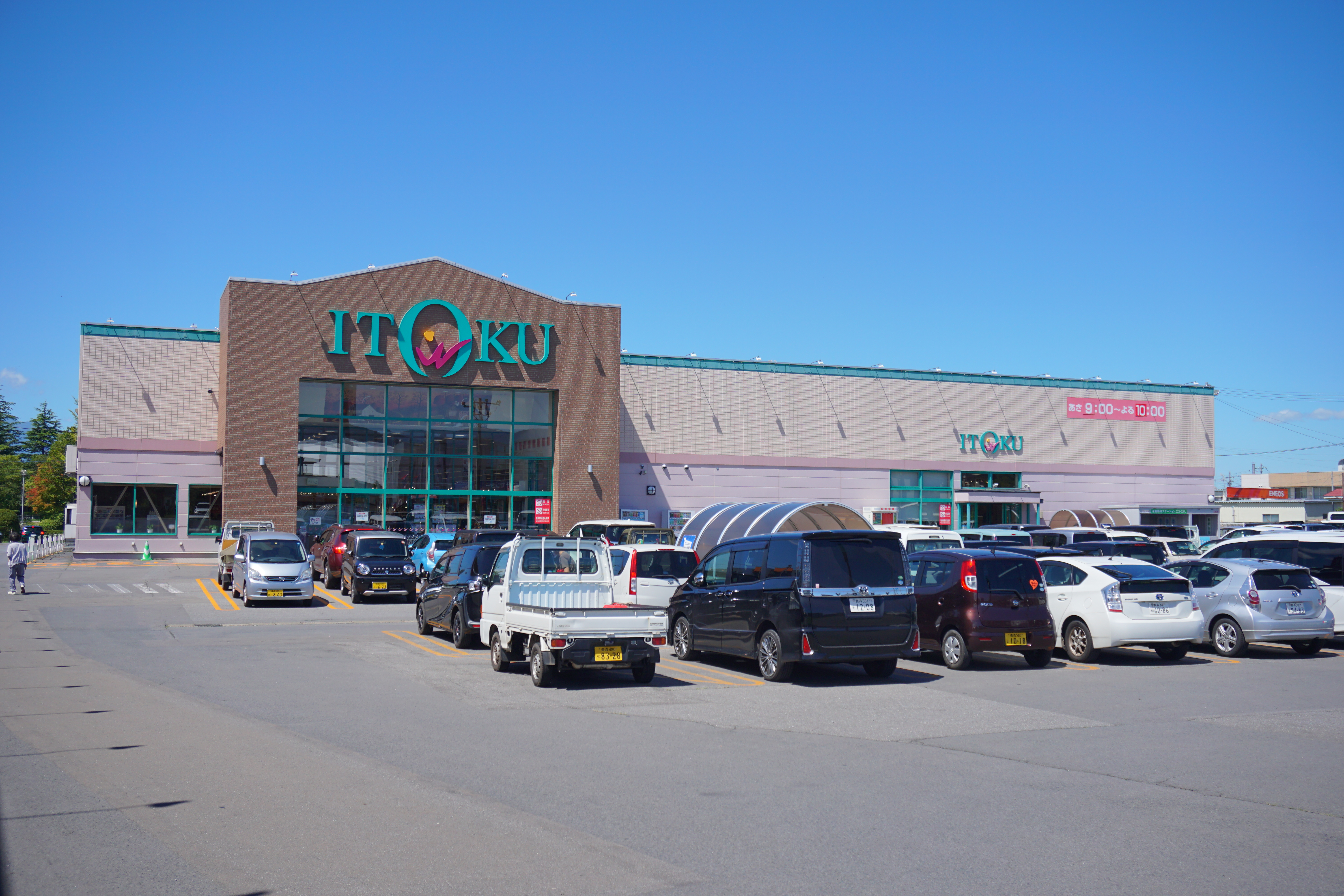
いとく平賀店の外観（2022年8月撮影）

1970年（昭和45年）4月、他のスーパーを引き継ぐ形で秋田市に「いとく楢山登町店」を開業。立地条件は悪かったものの、秋田市へと進出することに意義があるとして出店を決めた。その3年後には売り場面積270坪で長倉町店に次ぐ広さの「いとく手形店」を開業。1990年（平成2年）には手形店に近いバイパス沿いに売り場面積1,400m2の「いとく広面店」を開業。秋田市では最終的に7店舗（楢山登町店・手形店・将軍野店・港北店・泉店・広面店・仁井田店）を展開したが。多くの店舗は他店との競争に敗れた。これは、店舗面積が狭かったことに加え「県北のローカルスーパー」というイメージからの脱却ができなく、秋田市とは離れた大館市に本社があることから、地域性に対応しきれていなかったと当時の社長だった伊藤碩彦が述べている。
1980年（昭和55年）には売り場面積1,150m2の「いとく弘前土手町店」を弘前市のカクハビル地下一階に開業し、青森県へと進出した。青森県内においては続いて平賀店が開業し、昭和60年代に黒石店・佃店、平成に入ってからも安原店（弘前市）・板柳店・浪岡店と出店を進めた。
1982年にはCGCグループに加盟した。

### 進む店舗の大型化

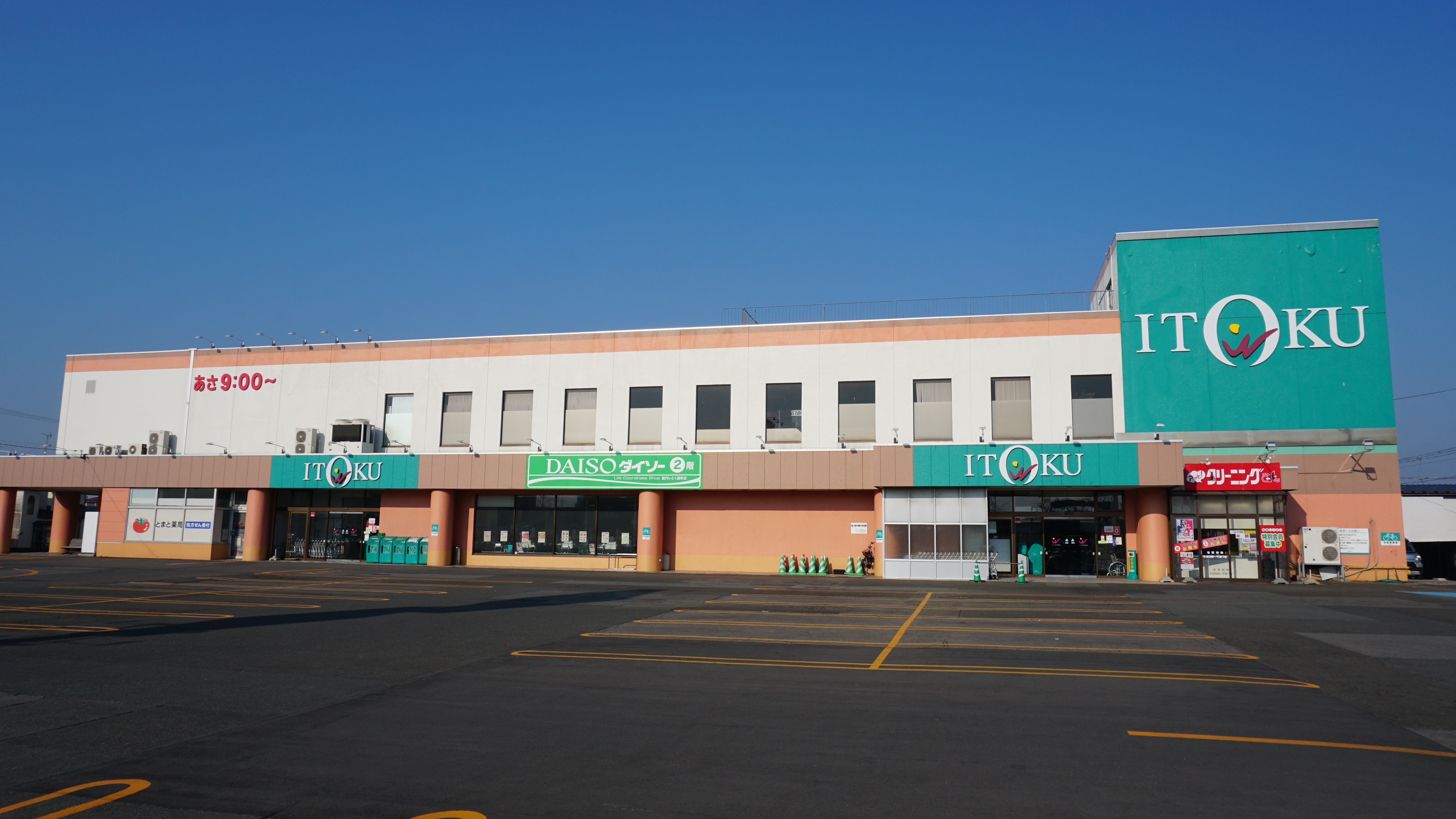
いとく能代通町店の外観

大規模小売店舗法の規制緩和により、スーパーマーケットの大型化が始まった。伊徳では、1995年（平成7年）12月に開業したばかりの板柳店の売り場面積を5割増の1,500m2へ拡大。これを皮切りに、二ツ井・鹿角・能代と立て続けに店舗の大型化（ショッピングセンター化）を進め、従来の小型店舗は閉店させるスクラップアンドビルドを押し進めた。25店舗あるうち、売り場面積が1,500m2を超える店舗は大館SCと能代通町店の2店舗だけだったが、1996年（平成8年）からの5年間で13店舗まで拡大させた。
また、イオングループのスーパーマーケットが秋田市北部から男鹿市脇本にかけて3店舗を出店した際、危機感を抱き、2000年（平成12年）に「いとく男鹿店」を出店。翌年には、大館市西部に進出したイオングループの店舗に対抗するため、「いとく片山店」を開業するなど、大手に対抗した出店も行っていた。
1996年以降に進めた店舗のスクラップアンドビルドの結果、一時的に減収となり、平成12年（8月期）決算では経常赤字となり、伊徳の経営危機の噂が流れた。噂が流れ始めたのは2001年（平成13年）10月22日のことで、その1ヶ月後に取引先を集めた営業報告会を開催し、事態は収束した。噂の発端となったのは、2001年10月に青森市で開かれたあるスーパーマーケットチェーンの債権者集会であり、伊徳がその1ヶ月前に閉店した「いとく手形店」についての話題で、地名である「手形」を有価証券の「手形」と混同した上、「店から商品や陳列棚が出されていた」などと断片的に伝わったことで噂が流れた。

### 体質改善と秋田市への再進出
秋田県北地区の大館市から、秋田市や青森県津軽地方といった遠隔地の店舗をコントロールするため、まずは本部と店舗の権限配当の調整に取り組んだ。2001年には他のスーパーマーケットチェーンの元役員を専務として招き、在庫の圧縮、パートタイマー自身が商品を発注できる仕組みづくりなど体質改善のための改革を実施した。また、客が売り場で献立をイメージできるような「提案型スーパーマーケット」としての店舗づくりを目指し、それが最初に実現されたのが、2008年（平成20年）6月に開業した「いとく新国道店（秋田県秋田市高陽幸町）」であった。「県北のローカルスーパー」脱却の道筋はここから見えてきたと、当時の社長だった伊藤碩彦が述べている。

### 経営統合構想とユナイトHD
2007年（平成19年）12月、伊徳と同じくCGCグループに加盟するベルプラス（本社盛岡市）と経営統合を発表した。その一環として、盛岡市に共同仕入会社であるユナイトを設立。同年9月には旧伊徳を株式会社伊徳ホールディングス（HD）に改称。開発部門と資産管理等の事業を残した上で、会社分割によって設立した株式会社伊徳に店舗運営など中核事業を移管した。
2009年（平成21年）3月、前述2社と同様にCGCグループに加盟するタカヤナギ（本社大仙市）とベルプラスの資本系列であるスーパーマーケットマルイチ（本社盛岡市）の合計4社間で統合を前提とした業務提携を締結。締結から3年を目処に経営統合する計画を発表した。
しかし2010年（平成22年）5月21日に、4社間の折り合いがつかず経営統合の断念を表明。これを受けて「タカヤナギとのユナイト活動の継続」を発表した伊徳HDは、タカヤナギと統合する方針を明らかとし交渉に入った。また同年10月には第一生命勤務を経て伊徳入りした伊藤碩彦の女婿である塚本徹が社長に就任した。
2011年（平成23年）4月、翌12年秋を目処とした伊徳HDとタカヤナギ間で持株会社による経営統合を発表。2012年4月2日付で、当時営業していたいとく将軍野店（秋田市）内に持株会社である株式会社ユナイトホールディングスを設立。同年4月16日付でタカヤナギとともに株式交換の上同HDの完全子会社とされた。HD社長には塚本徹が就任。経営企画室を設置した上で商品調達力をさらに強化し、人口減少が進み年々競合が激化する県内における経営戦略を担う体制を敷いた。

## 年表
以下、特に注釈のない項目は公式サイトによる情報。
- 1899年（明治32年） - 伊藤徳治が秋田県山本郡藤琴村（現・藤里町）で「源治の店（のち徳治の店へ[21]）」として創業。
- 1937年（昭和12年） - 太良鉱山に太良店を開業[22]。
- 1943年（昭和18年） - 第二次世界大戦のため太良店を閉鎖[26]。
- 1946年（昭和21年）11月30日 - 「合名会社伊徳商店」を設立し、法人化[1][4]。
- 1950年（昭和25年）9月20日 - 秋田県山本郡二ツ井町（現・能代市）に「伊徳二ツ井店」が開業[5]。
- 1953年（昭和28年） - 太良店を再開[23]。
- 1959年（昭和34年）3月18日 - 「伊徳能代店」が開業[6]。
- 1962年（昭和37年） - 「株式会社伊徳」に改組[1][7][8]。
- 1963年（昭和38年） - SM業態1号店となる「スーパーストア伊徳 鷹巣店（スーパー鷹巣店[広報 1]）」が開業[9]。
- 1964年（昭和39年）
  - 4月 -  「伊徳花輪店」が開業[52]。
  - 10月 - 能代駅前の大栄百貨店2階に「伊徳能代駅前店」が開業[52]。
- 1966年（昭和41年）
  - 5月5日 - 「スーパー二ツ井店」を開業[52]。
  - 8月10日 - 「スーパー花輪店」を開業[52]。
- 1967年（昭和42年）12月23日[52] - 「いとく大館御成町店」が開業（大館市1号店）[9]。店舗屋号が平仮名表記に[9]。

- 1968年（昭和43年）

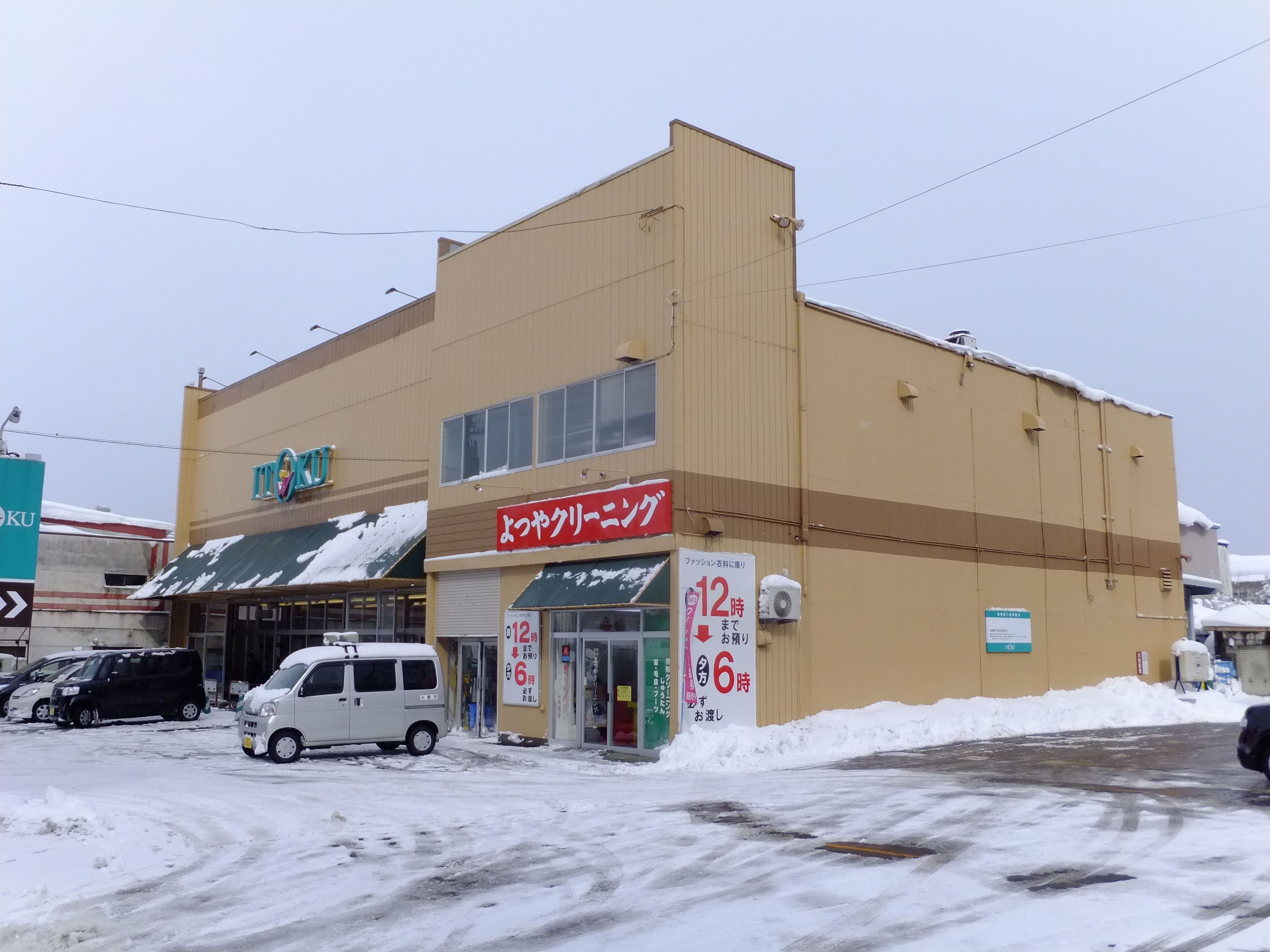
いとく長倉町店の外観（2015年2月撮影）

  - 1月 - 本社を大館市に移転[10]。
  - 11月 - いとく能代店が閉店[52]。
  - 12月12日[52] - 「いとく長倉町店」が開業[30][31]。初のエスカレーター設置店舗[30][31]。
- 1970年（昭和45年）4月 - 「いとく楢山登町店」が開業（秋田市1号店）[11][12]。
- 1973年（昭和48年）4月26日[53]  - 「いとく手形店」が開業[11]。
- 1976年（昭和51年）5月20日 - 「いとく能代通町店」が開業[53]。
- 1978年（昭和53年）10月19日[53] - 伊徳で初のGMS業態となるいとく大館ショッピングセンターが開業[33]。同時にいとく大館御成町店が閉店[53]。
- 1979年（昭和54年）
  - 10月2日 - 「いとく将軍野店」が開業[53]。
  - 12月21日 - 「いとく東台店」が開業[53]。
- 1980年（昭和55年）
  - 11月21日 - 「いとく港北店」が開業[53]。
  - 12月5日[53] - 青森県弘前市に「いとく土手町店」が開業（青森県1号店）[34]。
- 1981年（昭和56年）7月10日 - 「いとく泉店」が開業[54]。
- 1982年（昭和57年）
  - 4月8日 - 「いとく能代南店」が開業[54]。
- 1983年（昭和58年）7月21日[54] - フランチャイズでロッテリアを展開する「大徳商事株式会社」を設立[55]。同年11月3日にロッテリア大館店が開業[54]。
  - 東北CGCグループに加盟[11]。
- 1984年（昭和59年）
  - 8月24日[54] - フランチャイズでコンビニエンスストア（CVS）のスパーを展開する「北奥羽スパー株式会社」を設立[55]。
  - 12月21日 - 「いとく平賀店」が開業[54]。
- 1985年（昭和60年）6月28日 - 「いとく黒石店」が開業[54]。
- 1986年（昭和61年）12月17日 - 「いとく佃店」が開業。

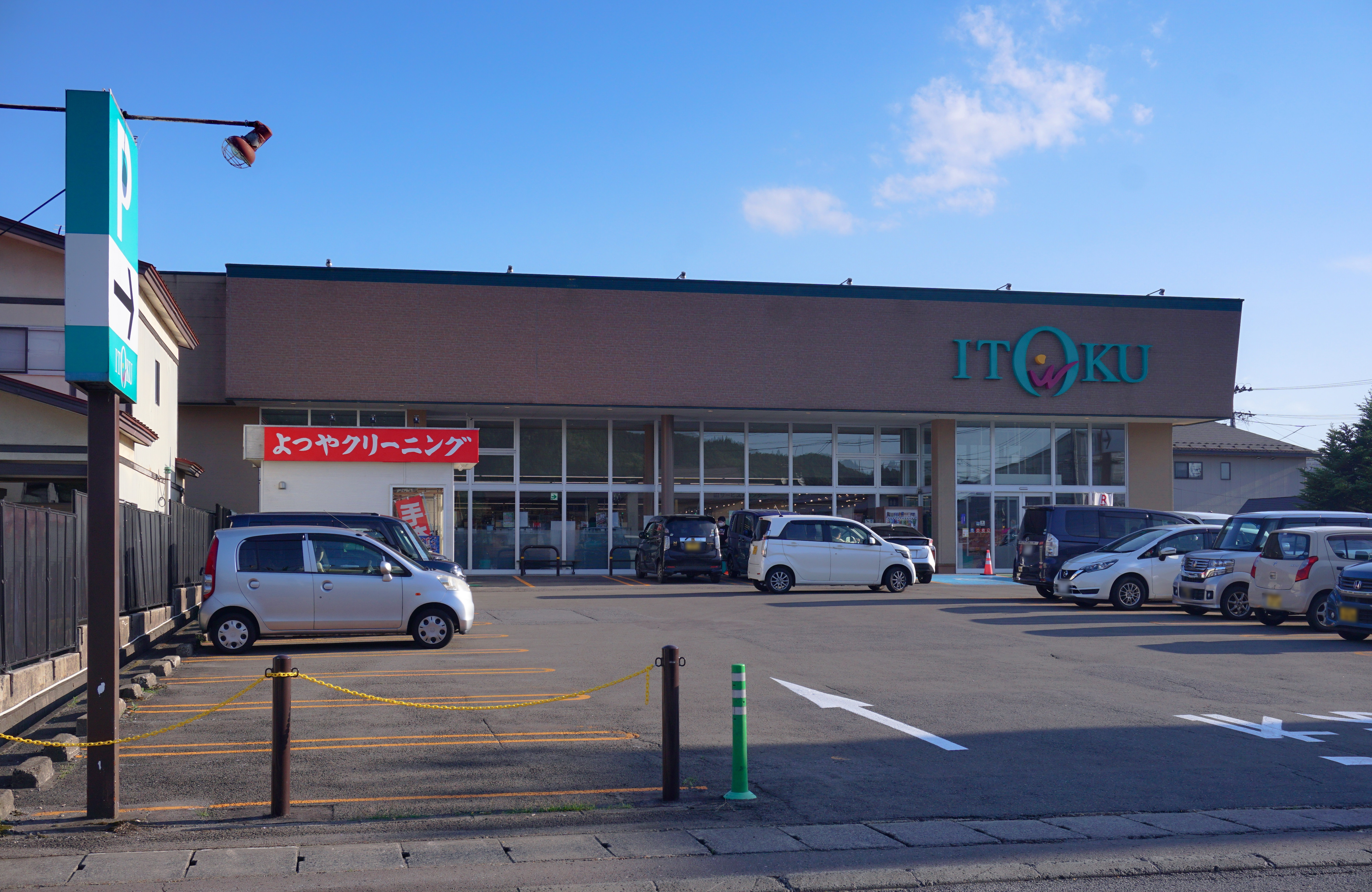
いとく比内店の外観

- 1987年（昭和62年）11月20日 - 「いとく比内店」が開業[54]。
- 1988年（昭和63年）
  - 4月14日 - 「いとく花輪駅前店」が開業[56]。
  - 8月31日 - いとく花輪店が改装のため閉店[56]。
  - 10月21日 - 食品POSを全店で導入開始（翌年3月26日に導入完了）[56]。
- 1989年（平成元年）
  - 1月25日 - 「いとく花輪大町店」が開業（旧スパー花輪店）[56]。
  - 4月4日 - いとく花輪店が「いとく花輪プラザ店」として開業[56]。
- 1990年（平成2年）
  - 7月15日 - いとく泉店が閉店[56]。
  - 8月2日 - 「いとく広面店」が開業[56]。
  - 9月9日 - いとく土手町店が閉店[56]。
  - 9月28日 - 「いとく安原店」が開業[56]。
  - 11月1日 - 本店所在地を二ツ井町から大館市へ移転[56]。
  - 11月20日 - いとく能代駅前店が閉店[56]。
- 1992年（平成4年）12月18日 - 「いとく仁井田店」が開業[57]。
- 1993年（平成5年）12月 - 新たなコーポレートアイデンティティ（CI）を制定[57]。CMソング決定[57]。
- 1994年（平成6年）12月16日 - いとく長倉町店の1階を改装。2階は閉鎖[57]。
- 1995年（平成7年）12月8日 - 「いとく板柳店」が開業[57]。
- 1997年（平成9年）
  - 7月28日 - いとく花輪大町店が閉店[58]。
  - 8月8日 - 「いとく浪岡店」が開業[58]。
  - 10月6日 - 本社が新築移転[58]。大館市御成町から同市清水町へ[広報 1]。
  - 12月5日 - 「いとく二ツ井ショッピングセンター」が開業[58]。
- 1998年（平成10年）8月7日 - 「いとく鹿角ショッピングセンター」が開業[58]。
- 1999年（平成11年）
  - 3月14日 - いとく花輪プラザ店が閉店[58]。
  - 10月 - 「いとく能代ショッピングセンター」が開業。
- 2000年（平成12年）
  - 9月 - 「いとく男鹿店」が開業。
  - 12月 - 「いとく鷹巣南店」が開業。
- 2001年（平成13年）
  - 1月 - 「いとく片山店」が開業。
  - 環境国際規格ISO14001：1996認証取得。
- 2002年（平成14年）6月 - 伊徳と不動産管理を事業とする伊徳商事が合併[1][59]。
- 2004年（平成16年）
  - 8月 - いとく花輪駅前店が「いとく花輪店」として新装開店。
  - 12月 - 「いとく藤琴店」が新装開店。
- 2005年（平成17年）10月 - ネイバーフッド型ショッピングセンター（NSC）の大館樹海モールおよび「いとく樹海店」が開業。
- 2006年（平成18年）4月 - いとく安原店を移転する形で「いとくアルカディア店」が開業。

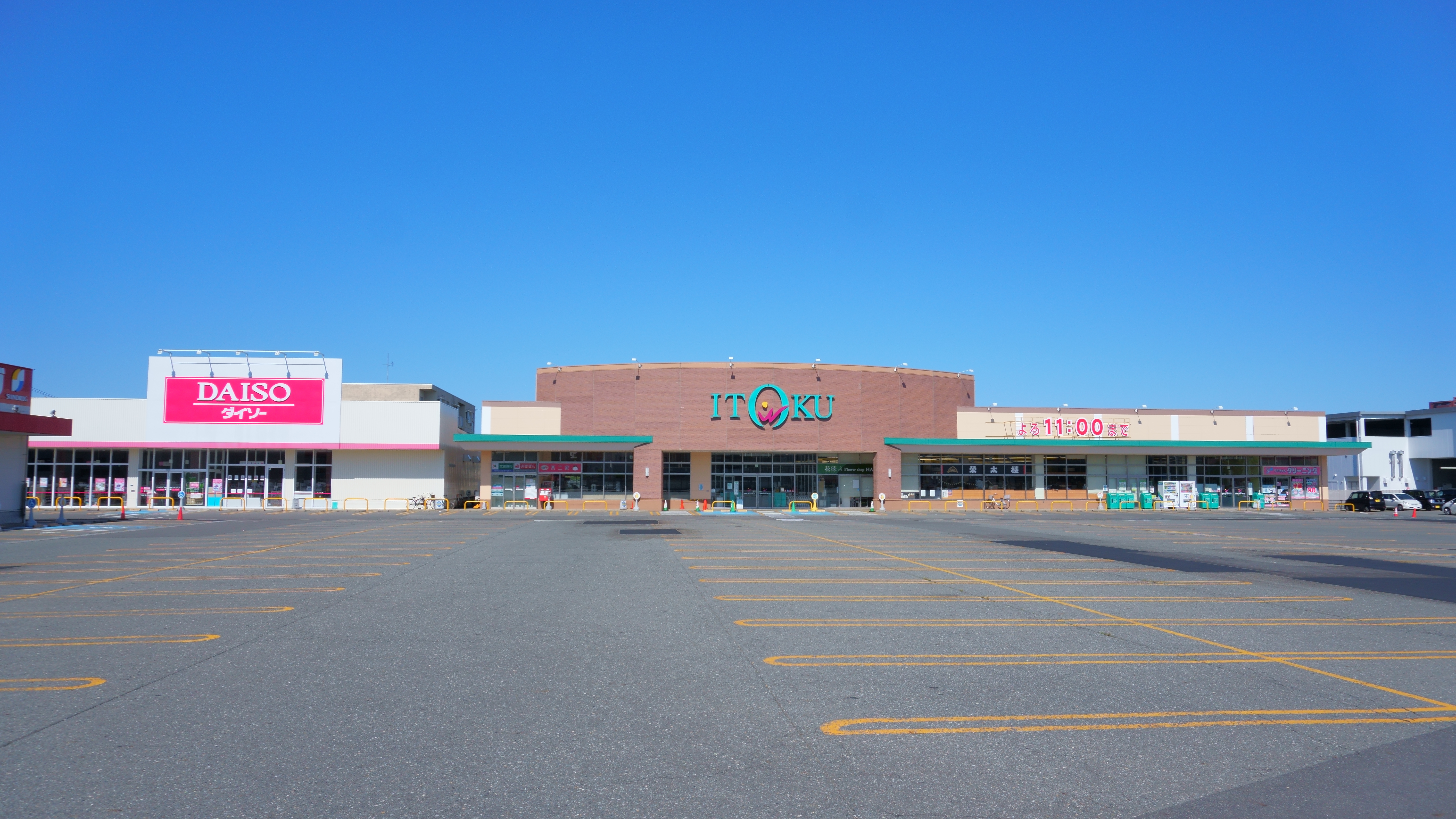
いとく新国道店（新国道モール）の外観

- 2008年（平成20年） - 株式会社ベルプラスと共同物流・仕入会社、株式会社ユナイトを盛岡市流通センター北に設立。
  - 4月 - スーパー鷹巣店が閉店。
  - 5月19日 - 秋田県北秋田市にたかのすモール（NSC）および「いとく鷹巣ショッピングセンター」が開業[広報 1]。
  - 6月12日 - 秋田県秋田市に新国道モール（NSC）および「いとく新国道店」が開業。
  - 9月1日 - 社名を株式会社伊徳ホールディングスに改称。同時にスーパーマーケット事業と同本部機能を会社分割し、株式会社伊徳を新たに設立。

### 会社分割後の株式会社伊徳
- 2008年（平成20年）9月1日 - 会社分割により、株式会社伊徳設立。
- 2009年（平成21年）10月 - 秋田県秋田市に「いとく秋田東店」が開業。
- 2010年（平成22年）
  - 5月31日 - 株式会社ユナイトを清算し解散[60]。
  - 10月 - 代表取締役社長に塚本徹が就任、前社長の伊藤碩彦は代表取締役会長に就任する。
- 2011年（平成23年）1月 - いとく黒石店が閉店。
- 2012年（平成24年）
  - 4月2日 - 株式会社ユナイトホールディングスが設立される[49]。
  - 4月16日 - 株式交換により、タカヤナギとともにユナイトホールディングスの完全子会社化[広報 2][49]。
  - 6月 - いとく東台店を移転する形で「いとく大館東店」が開業。
- 2013年（平成25年）6月27日 - 秋田県秋田市に「いとく土崎みなと店」が開業[61]。
- 2014年（平成26年）7月10日 - 秋田県秋田市の秋田刑務所前の旧官舎跡地に「いとく川尻店」が開業[62]。
- 2015年（平成27年）3月 - いとく将軍野店を2月に閉店して「いとく自衛隊通店」が開業。

- 2016年（平成28年）

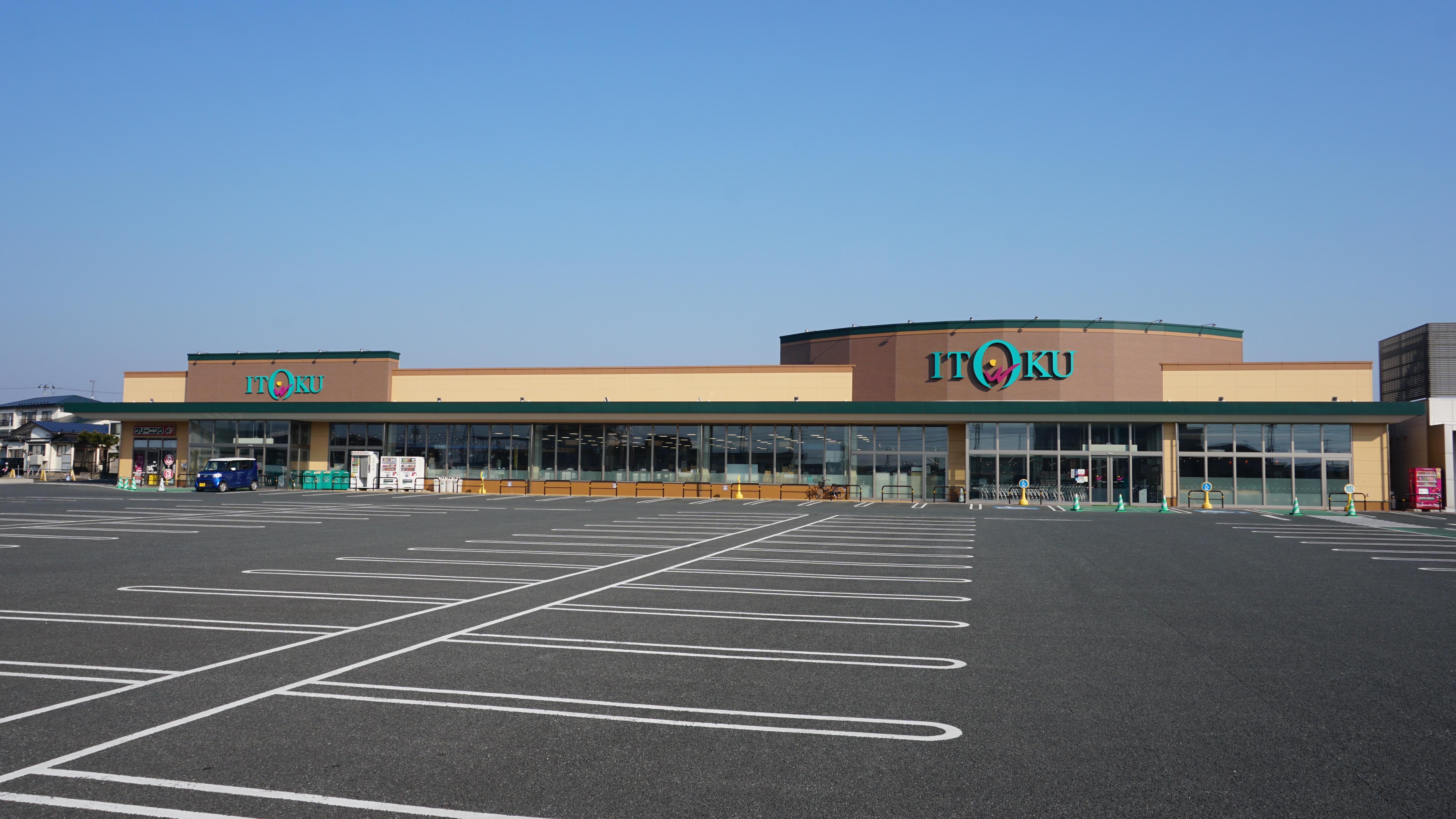
いとく能代南店の外観

  - 3月14日 - ポイントカードシステムを変更し、CGCグループのプリペイド電子マネー機能がついたCoGCaの機能がついたものに変更（能代南店のみ、後日の対応となった）。[要出典]
  - 6月 - (旧) いとく能代南店を5月に閉店して「(新) いとく能代南店」が開業。
- 2017年（平成29年）
  - 3月 - 「いとく能代北店」が開業。
  - 9月30日 - いとく長倉町店が、店舗の老朽化により閉店[63]。
- 2019年（平成31年/令和元年）
  - 7月 - 「いとく浜の町店」が開業。
  - 12月 - 「いとく追分店」が開業。
- 2021年（令和3年）11月26日 - 青森県弘前市に「いとく弘前東店」が開業[64]。

- 2022年（令和4年）

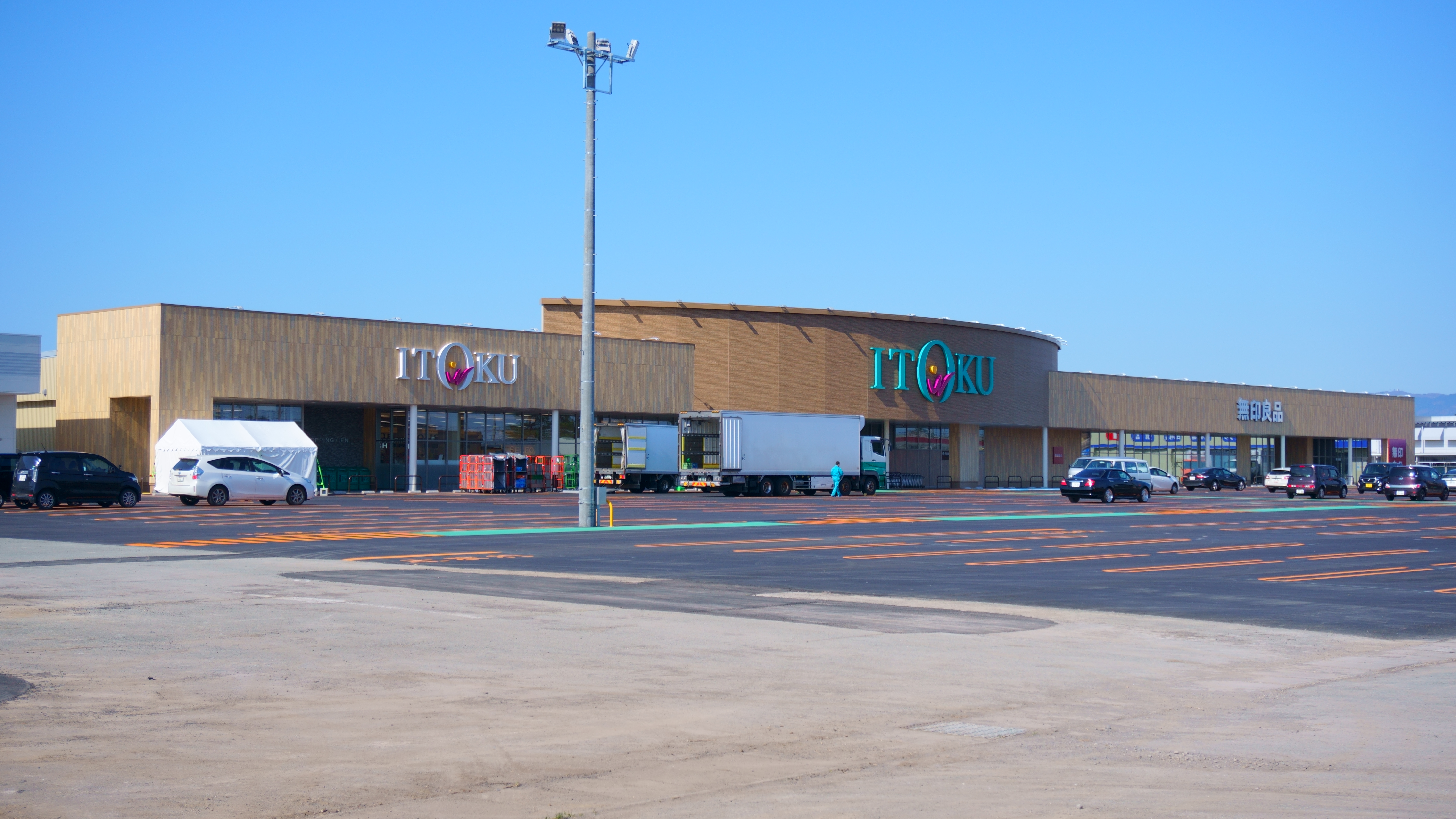
いとく男鹿SC（男鹿なまはげモール）の外観

  - 3月21日 - 新店開業に伴う店舗統合の為、いとく男鹿店が閉店。21年の歴史に幕をおろした[65]。
  - 4月21日 - 秋田県男鹿市に男鹿なまはげモールの核店舗として「いとく男鹿ショッピングセンター」が開業[66]。
  - 12月1日 - 楽天ポイントカードのサービス開始[広報 3]。
- 2024年（令和5年）
  - 5月24日 - 青森県北津軽郡板柳町の「いとく板柳店」が移転開業[67][68]。旧店舗は5月1日に閉店[68]。
  - 11月30日 - 開店前のいとく土崎みなと店にクマが侵入し、店内で人身事故が発生[69][70][71]。同日より臨時休業となる[70]。
    - 開店準備をしていた男性従業員が顔や頭に軽症を負い、別の従業員によって救出された[70]。秋田県警察や秋田市が24時間体制で監視をし、店内に箱罠を設置したところ[69][70][71]、クマは12月2日に捕獲され[72][73]、殺処分された[74]。

  - 12月7日 - いとく土崎みなと店が営業再開[75][76]。
- 2026年（令和8年）春 - 岩手県滝沢市に出店し、同県初進出となる予定[20]。

## 店舗
店舗は食料品や日用品のみ扱う従来型のスーパーマーケットとショッピングモールを含め27店舗（2021年（令和3年）1月現在）ある。

### ショッピングモール
伊徳ホールディングスが開発主体のショッピングモール
- いとく大館ショッピングセンター（大館市）
- いとく鹿角ショッピングセンター（鹿角市）
- いとく二ツ井ショッピングセンター（能代市）
- 大館樹海モール（大館市）
核店舗名称は「いとく大館樹海店」
- 新国道モール（秋田市）
核店舗名称は「いとく新国道店」
- たかのすモール（北秋田市）
核店舗名称は「いとく鷹巣ショッピングセンター」
- 男鹿なまはげモール（男鹿市）
核店舗名称は「いとく男鹿ショッピングセンター」

### いとくが核店舗の商業施設
- ショッピングタウンアクロス能代（能代市）
いとくの店舗名は「いとく能代ショッピングセンター」

### ギャラリー

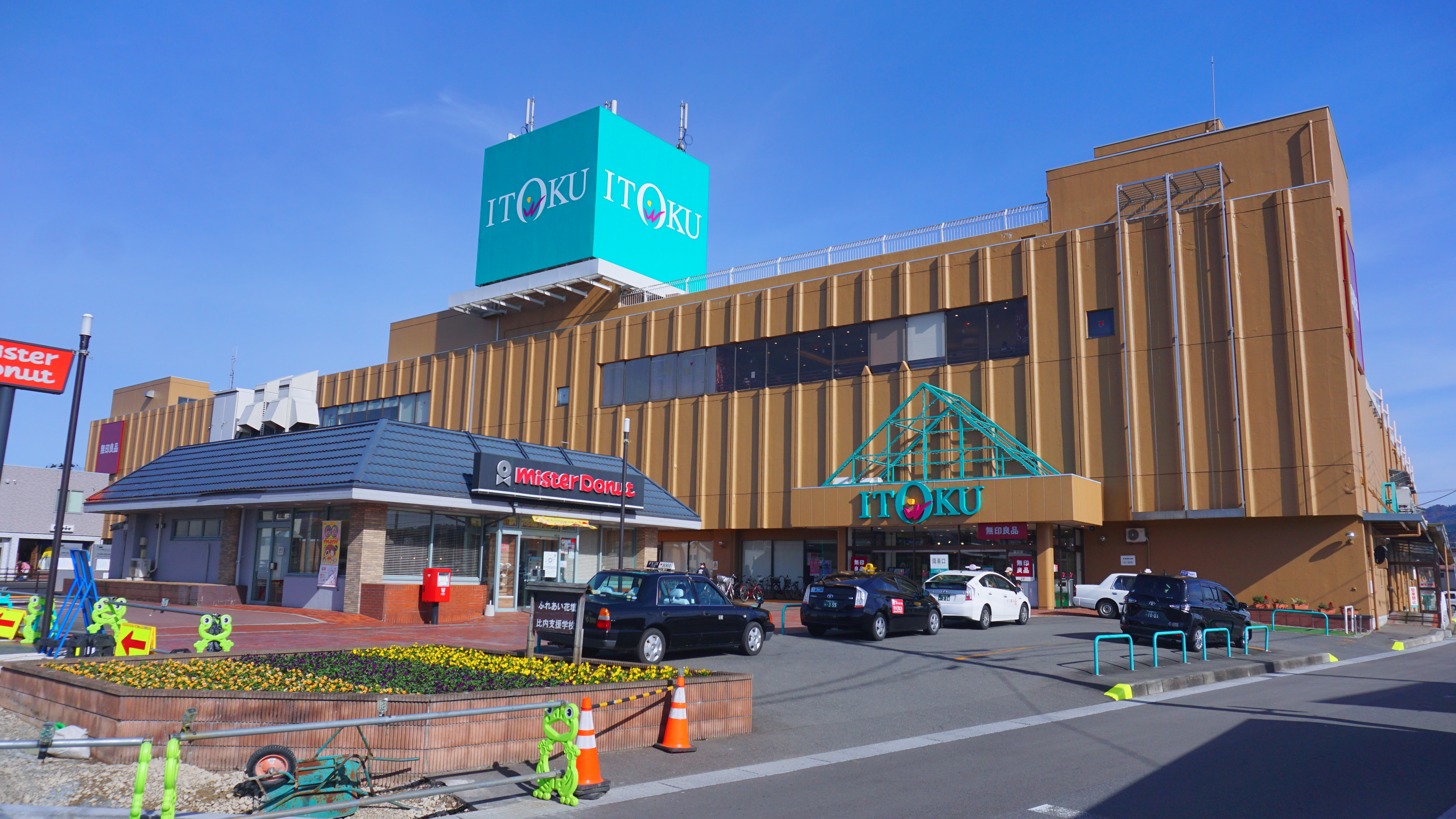
大館ショッピングセンター（GMS型店舗）
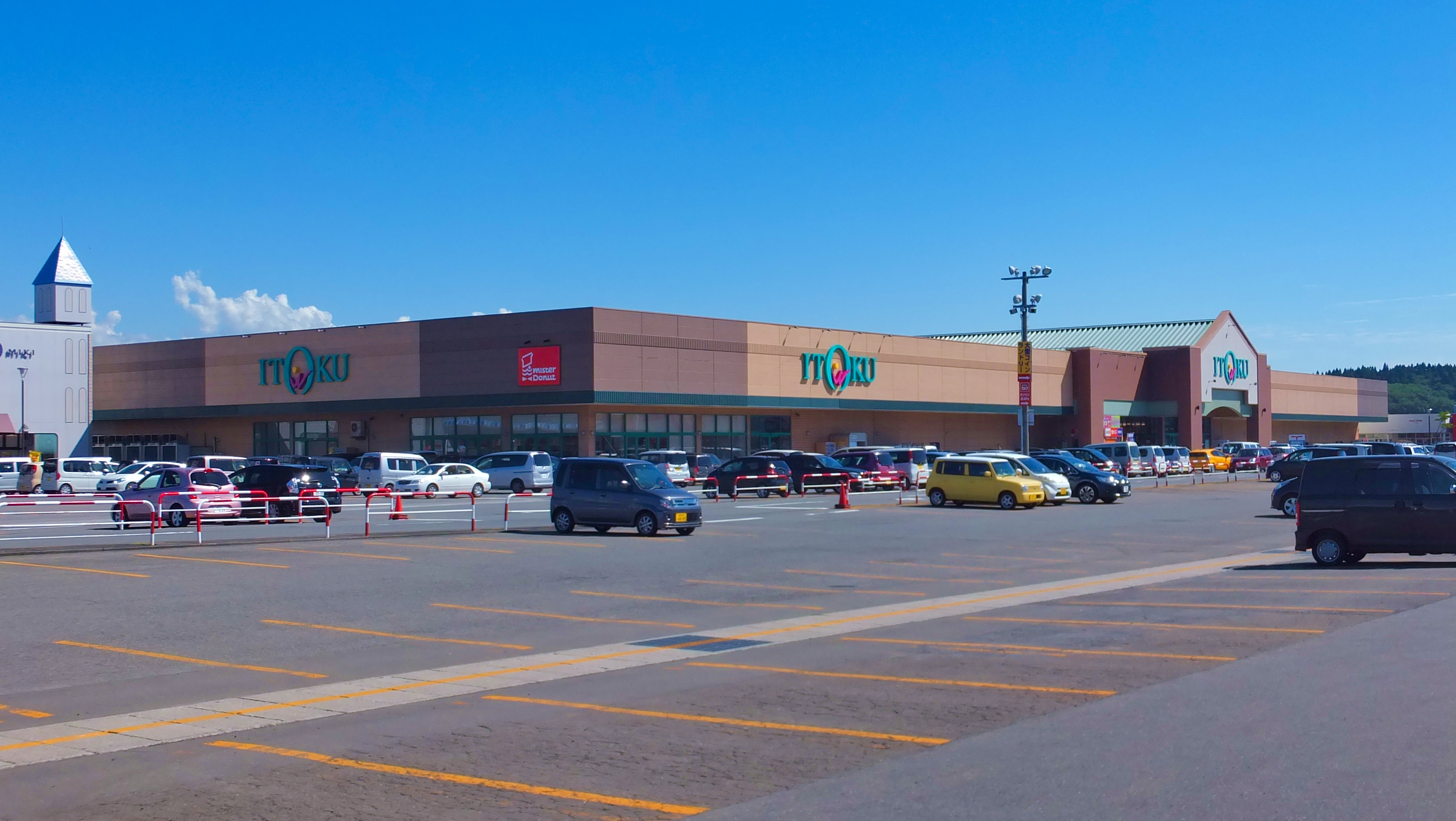
能代ショッピングセンター（GMS型店舗）
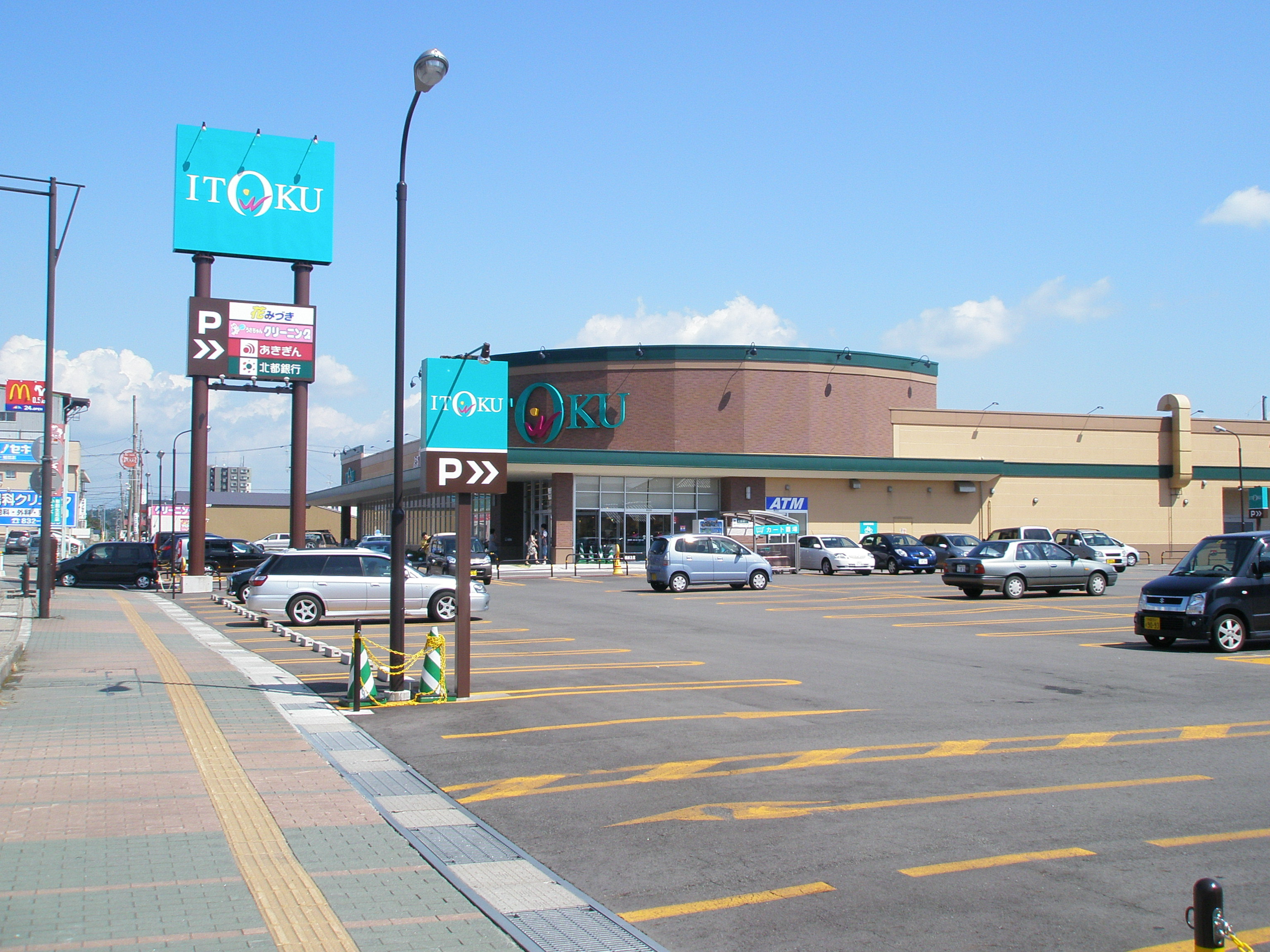
秋田東店（標準のSM型店舗）
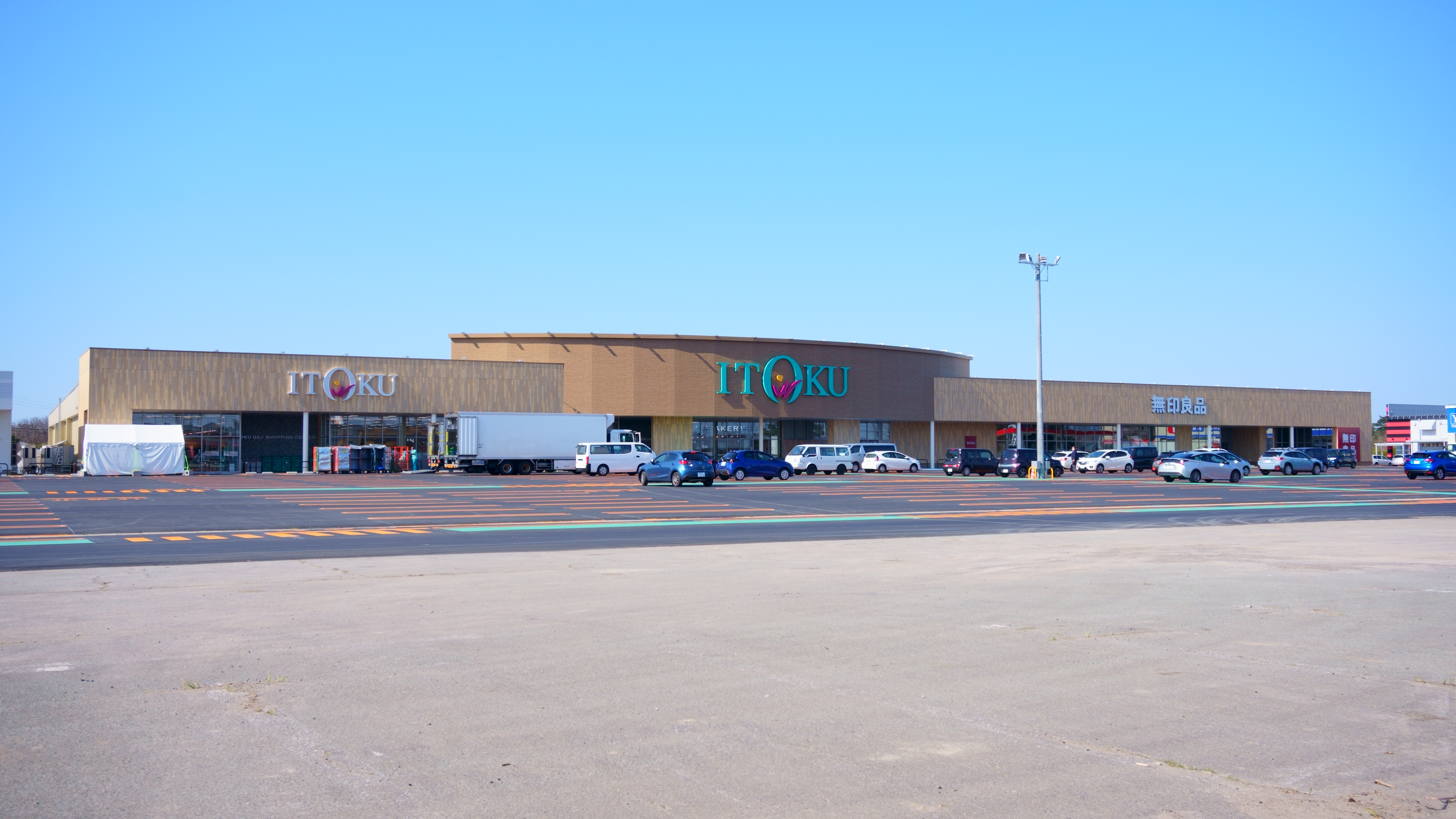
男鹿なまはげモール（NSC型店舗）

## 特色

### レジ袋
- レジ袋については、秋田県内の店舗では無料配布されているが[注釈 4]、青森県内の店舗では2009年（平成21年）2月2日よりレジ袋の無料配布が廃止され、有料化された[注釈 5]。

### 牛肉
伊徳は北海道で生産される宗谷黒牛の最大の小売業者であり、宗谷黒牛を牛肉販売の主力に据えている。このほか宮崎和牛も扱っている。